# Tomás Araújo
Pour les articles homonymes, voir Araújo (homonymie).
Tomás Araújo né le 16 mai 2002 à Vila Nova de Famalicão au Portugal, est un footballeur international portugais qui évolue au poste de défenseur central au Benfica Lisbonne.

## Biographie

### En club
Né à Vila Nova de Famalicão au Portugal, Tomás Araújo est formé par le Benfica Lisbonne. Le 22 mai 2018 il signe son premier contrat professionnel avec Benfica, le liant au club jusqu'en juin 2021.
Araújo joue son premier match avec l'équipe première de Benfica le 15 décembre 2021, à l'occasion d'une rencontre de coupe de la Ligue portugaise face au SC Covilhã. Il est titularisé et son équipe s'impose par trois buts à zéro,. Il joue son premier match de première division portugaise le 27 février 2022, contre le Vitória de Guimarães. Il entre en jeu en fin de match à la place de Jan Vertonghen et son équipe l'emporte (3-0 score final),.
Entre-temps, Araújo participe également à l'UEFA Youth League, où son équipe se hisse jusqu'en final, affrontant le Red Bull Salzbourg le 25 avril 2022. Il est notamment titulaire et capitaine ce jour-là. Son équipe s'impose par six buts à zéro.
Le 27 juillet 2022, Tomás Araújo est prêté pour une saison au Gil Vicente FC.
Araújo fait son retour à Benfica à la fin de son prêt. Il est intégré à l'équipe première et prolonge son contrat le 28 juillet 2023 jusqu'en juin 2028.
Le 3 octobre 2023, il joue son premier match de Ligue des champions contre l'Inter Milan. Il entre en jeu à la place d'Alexander Bah et son équipe s'incline (1-0 score final).

### En sélection
Tomás Araújo représente l'équipe du Portugal des moins de 17 ans. Avec cette sélection il est retenu pour participer au championnat d'Europe des moins de 17 ans en 2019. Lors de cette compétition organisée en Irlande il est titulaire en défense centrale et joue les quatre matchs de son équipe dans leur intégralité. Le Portugal est éliminée en quarts de finale par l'Italie (1-0 score final).
Avec les moins de 20 ans il joue cinq matchs entre 2021 et 2022 dont quatre comme titulaire et deux en tant que capitaine.
Tomás Araújo fête sa première sélection avec l'équipe du Portugal espoirs le 24 mars 2023 face à la Roumanie. Il est titularisé et son équipe s'impose par deux buts à zéro.

### En club
Benfica Lisbonne
- UEFA Youth League
  - Vainqueur : 2021-22.